# Navegação marítima

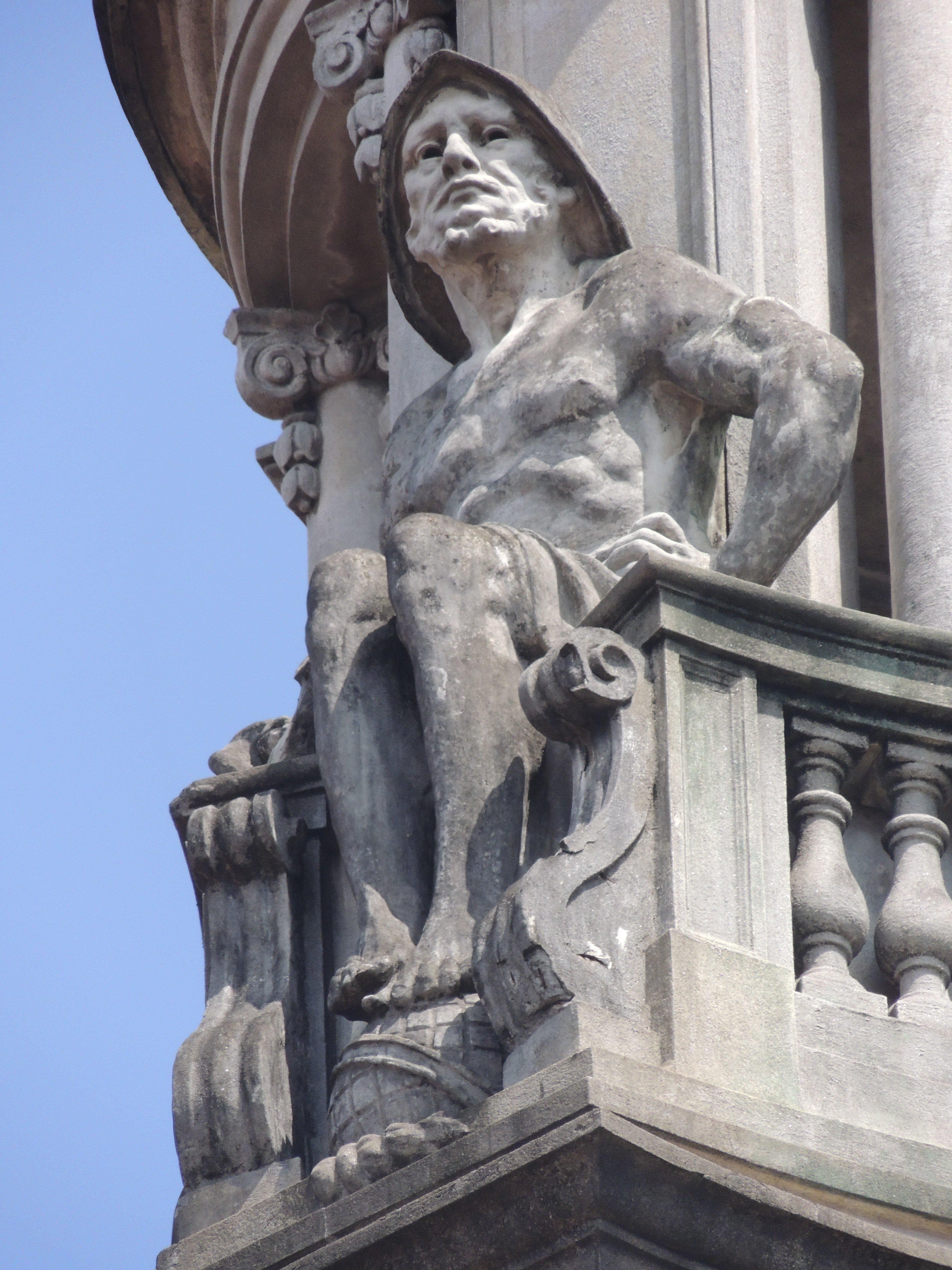
Estátua representando a Navegação na torre da Bolsa de Café em Santos, obra de Adrien Henri Vital van Emelen.

Navegação marítima é a atividade de deslocamento de veículos aquáticos sobre a água do mar (náutica). Pode referir-se também à atividade de localização da posição geográfica desses veículos no mar (posicionamento).

## Atividade de navegação
Há duas modalidades de navegação marítima:
- Navegação costeira: está relacionada com as atividades no mar para a qual, em princípio, não é necessário a utilização de instrumentos de orientação, pois navega-se observando a terra.
- Navegação oceânica, de alto-mar ou sem restrições:  é a realizada entre portos nacionais e estrangeiros, fora dos limites de visibilidade da costa e sem outros limites estabelecidos.[1] Requer a utilização de instrumentos de localização e orientação, sejam eles analógicos ou digitais.

O radar, tendo-se generalizado, é utilizado nestes dois tipos de navegação.

## Atividade de posicionamento
É o conjunto de técnicas que permitem deslocar-se pelo mar, quer para determinar uma posição (para o qual se pode "fazer o ponto" com um sextante e marcá-lo em uma carta náutica), quer para calcular a rota a ser seguida para se chegar ao ponto de destino.
Assim:
- Na navegação de cabotagem, o posicionamento é feito a partir de conhecenças: pontos conspícuos na costa e também marcados nas cartas (mapas náuticos), tais como faróis, igrejas, torres, acidentes geográficos etc.
- Na navegação por estimativa, calcula-se onde está a embarcação.
- Na navegação astronómica, o posicionamento é feito com uma carta e um sextante, ou ainda (mais recentemente) com auxílio de instrumentos eletrônicos (GPS, por exemplo).

## Rota
Navegar baseia-se na determinação da rota que nos vai levar o mais rapidamente possível de um ponto geográfico a outro, eventualmente tirando proveito do ventos e das marés e evitando todos os perigos existentes durante esse trajeto. Num globo terrestre, esse trajeto é a linha que une dois pontos sobre a superfície da Terra, chamada de linha ortodrómica. Numa carta de Mercator, essa linha não é uma reta: é chamada de linha loxodrómica.